# Retaule de Sant Esteve Protomàrtir (Granollers)
El Retaule de Sant Esteve Protomàrtir és un retaule gòtic que era a l'altar major de l'església parroquial de Sant Esteve de Granollers.
Es considera obra del taller dels Vergós amb algunes taules complementàries de Joan Gascó, possiblement subcontractat pels Vergós, i està datada del 1495-1500. El retaule fou desmuntat el 1775 i reemplaçat per un de nou procedent de la basílica de la Mercè de Barcelona. Llavors, els compartiments es van guardar a la casa parroquial de Granollers fins a començament del segle xx, quan van passar al Museu Nacional d'Art de Catalunya, on actualment s'exposen catorze escenes en tretze taules, ja que dues escenes de la predel·la són pintades sobre una mateixa taula.
La temàtica narrativa del cos principal se centra en l'hagiografia del sant, amb escenes de la seva vida i altres relatives a narracions posteriors a la seva mort relacionades amb els seus miracles. La iconografia de les taules de la predel·la està dedicada al cicle de la Passió de Jesús. Estilísticament, el retaule mostra una continuïtat de l'escola de Jaume Huguet, de qui els Vergós varen ser deixebles i col·laboradors. De fet, alguns historiadors han defensat la intervenció del mateix Huguet en algunes taules.

## Història
Encara que es desconeix la data exacta del contracte, la cronologia més raonable situa l'inici del treball entorn dels anys 1491-1493, quan va ser contractat per 500 lliures a Pau Vergós, coincidint amb l'època que el pintor també va ser contractat per al retaule dels paraires de l'església de Sant Agustí Vell de Barcelona (11 de maig de 1493). Quan Pau Vergós va morir el 1495, el treball fou encarregat al seu germà Rafael, amb la condició que el contracte es podria cancel·lar si el retaule no agradava als jurats de Granollers. Rafael Vergós va finalitzar la pintura el 1500. L'historiador Josep de Manjarrés va ser el primer a emplaçar la cronologia a les acaballes del segle xv, situant l'origen primigeni a l'església parroquial de Granollers, construïda el 1480.
El retaule va continuar a l'altar major de dita església de Granollers fins que va ser desmuntat el 1775 i fou reemplaçat per un de nou procedent de la basílica de la Mercè de Barcelona, perdut a causa de la destrucció de l'església durant el decurs la Guerra Civil Espanyola.
Alguns compartiments del retaule de Granollers van participar en l'Exposició d'Arts Sumptuàries que es va celebrar a l'edifici de la Universitat de Barcelona el setembre i octubre de 1877. Al catàleg d'aquesta mostra de més de 1.500 obres, confeccionat per l'historiador Josep de Manjarrés, s'esmenta la cessió de les pintures per part del Cura-Párroco y obra de Granollers, ja que la propietat de les taules era del municipi encara que es guardessin a la casa parroquial. Es varen presentar vuit compartiments del retaule, mentre que per separat s'apunta un Camí del Calvari i una Nativitat de la mateixa cronologia que el retaule (darreria del segle xv), actualment il·localitzada.

### Procés de compra

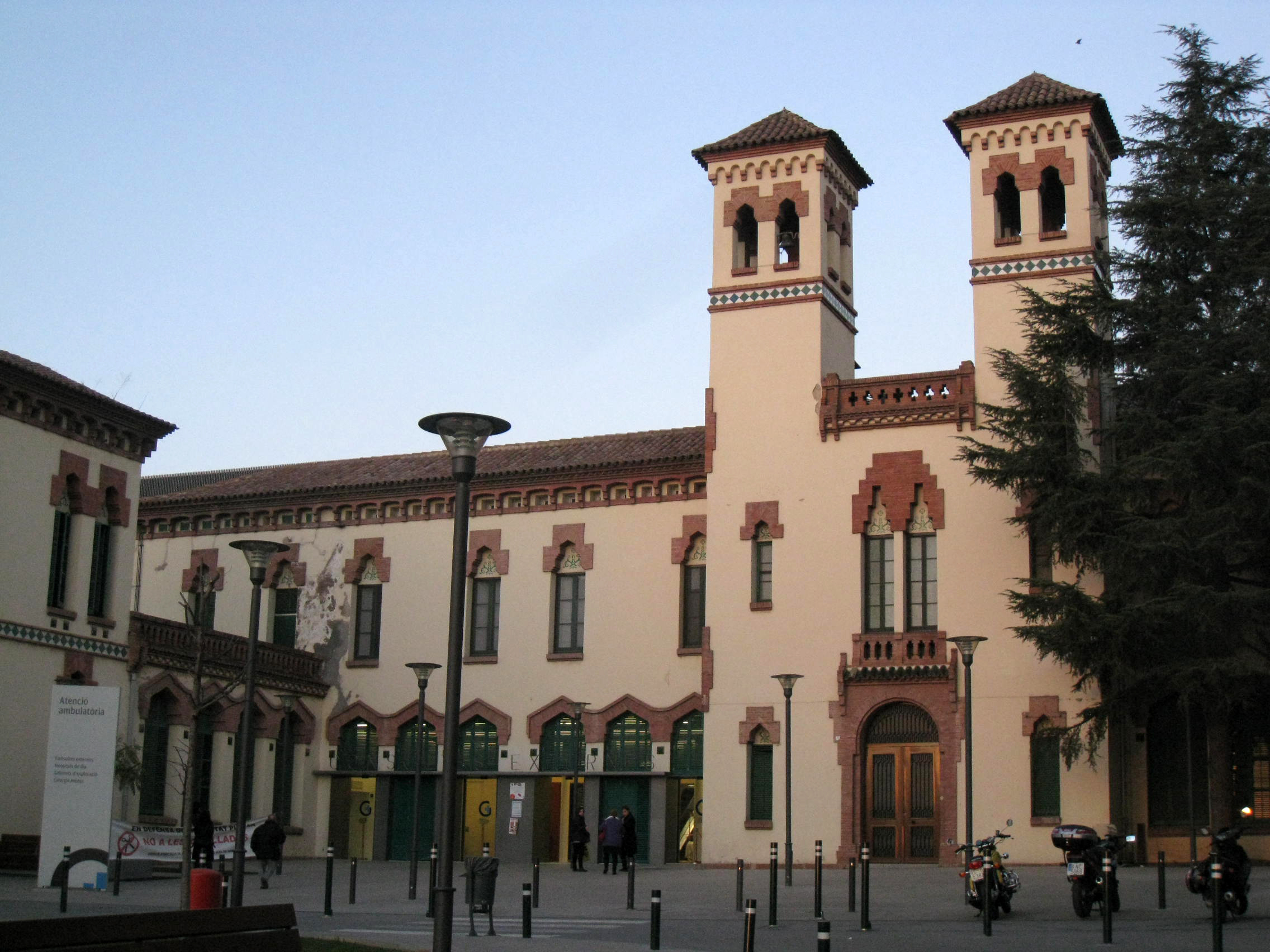
L'Hospital de Granollers.

El retaule va ser propietat del municipi de Granollers fins que el 1917 el MNAC, després d'una llarga negociació, va comprar les tretze taules que custodia actualment. El procés d'adquisició va ser molt complicat, ja que la venda dels retaules tenia com a finalitat obtenir fons per construir l'hospital de Granollers: això va fer que el preu fixat pels propietaris fos el més alt que mai havia hagut d'afrontar la Junta de Museus. Haver de pagar un preu tan alt va comportar nombrosos problemes i entrebancs per encaixar-ho en un pressupost extraordinari municipal. La negociació va començar el 1914, quan després d'assabentar-se de la intenció de vendre les taules de l'antic retaule gòtic, la Junta va comissariar Josep Rogent per realitzar les gestions preliminars. El 1915, la junta de construcció de l'hospital demanà autorització al bisbe per vendre els retaules, i la comissió d'adquisicions de retaules es traslladà a Granollers per examinar-les in situ. La Junta de Museus era conscient que la col·lecció gòtica estava faltada de peces substancials i que aquest conjunt podia ser de gran importància. El vocal Manuel Rodríguez Codolà va elaborar un dictamen favorable. Hi va remarcar: «la importància de recuperar una de les grans obres dels Huguet» després que s'hagués perdut el Retaule de Sant Antoni Abat, cremat durant la Setmana Tràgica, i considerant l'interès pel gòtic –un estil que havia estat oblidat– i que un canvi d'idees en el món de l'art i les descobertes científiques començaven a treure'l del desconeixement. S'acordà consignar al pressupost una quantitat màxima de 125.000 pessetes per a adquirir-lo, encara que la primera oferta que es feu als propietaris fou de cent mil pessetes. Juntament amb les taules de Granollers hi anava inclòs un retaule gòtic de sis compartiments amb la vida i martiri de sant Sebastià amb una predel·la de cinc divisions que contenia una representació de Jesús i els instruments de la Passió, un bisbe i sant Roc i una escena de martiri.
El preu estimat pel rector de Granollers va ser de cent quaranta mil pessetes, una quantitat superior a la prevista que va obligar a la Junta de Museus a reajustar la dotació pressupostària demanada a la comissió municipal d'hisenda, situant-la en cent cinquanta mil pessetes, per comptar amb un marge suficient per a una possible desviació. Un cop aconseguit l'acord amb el rector i el vistiplau de la nunciatura per a la venda, però, la proposta econòmica defensada a l'Ajuntament de Barcelona pel regidor Manuel Vega i March no va tenir prou finançament, i es va acordar ajornar la compra per a un proper pressupost extraordinari. El rector de Granollers no acceptà el lliurament de les taules abans de percebre'n l'import. La Junta de Museus mirà d'intercedir mitjançant el bisbe per a convèncer el rector del lliurament a canvi d'un compromís de pagament i d'una bestreta de l'operació. De res serviren aquestes accions, com que el rector de Granollers que havia portat totes les negociacions va ser traslladat a Santa Maria del Mar el 1916 i s'esvaí la possibilitat d'accedir a les taules sense comptar amb el pressupost extraordinari demanat, que s'aconseguí l'any següent. Però quan, l'octubre de 1917, es disposaven a signar l'acord el bisbe Enric Reig i l'alcalde accidental Lluís Duran i Ventosa, l'Ajuntament de Granollers s'hi va oposar per discrepàncies en el destí dels diners, ja que volia que una part anés al manteniment de l'hospital i no només a la construcció. Aquest afer, aliè al contracte principal, va ser un nou obstacle. Després de convèncer la Dirección General de Beneficencia del govern de Madrid sobre l'interès de la transacció, per fi es van incorporar al museu i varen ser exposats oficialment el 3 de març de 1918.

## Autoria
El retaule va ser realitzat al taller de la família Vergós, si bé l'autoria específica ha estat motiu de moltes propostes interpretatives d'un seguit d'estudiosos com Salvador Sanpere i Miquel (1906 i 1915), Josep Gudiol i Cunill (1915), Benjamin Rowland (1932), Chandler R. Post (1938), Josep Gudiol Ricart (1946, 1955, 1956), Josep Gudiol Ricart amb Santiago Alcolea Blanch (1987) o Margarita Tinto (1990). Amb tot, és conegut que el retaule fou contractat a Pau Vergós el 1495, qui va començar-lo, seguit a la seva mort pel seu germà Rafael fins al 1500. Consta documentalment que el 30 de juliol de 1495 Rafael va cobrar 25 lliures a compte de les que li corresponien per la seva intervenció, i que el 3 de març de 1500 pagà al batifuller Pere Rossell 54 lliures i 4 sous pel pa d'or, de les 60 lliures que el municipi de Granollers li devia. La seva delicada salut va impedir que l'acabés abans de morir el 1500. Tot i que el treball era força avançat, va haver d'intervenir el pare dels dos pintors, Jaume Vergós II, segons es desprèn d'una àpoca del 4 de maig de 1500 en la qual reconeix haver cobrat 5 lliures i 16 sous del municipi de Granollers i es dona per finalitzat el treball.
Per la forma de treball dels tallers de l'època és difícil atribuir el retaule a un únic artista. En el cas dels Vergós no hi ha cap obra en què no hi hagués participat més d'un membre de la família, la qual cosa dificulta diferenciar entre estils personals. L'atribució més consensuada la varen realitzar el 1978 Josep Gudiol Ricart i Santiago Alcolea Blanch, que agrupen les diferents taules per similituds estilístiques:
- El primer grup estaria format per les quatre escenes en tres taules del cicle de la Passió de Crist: el Calvari del coronament del carrer central, el Sant Sopar, Oració a l'Hort de Getsemaní i El camí del Calvari de la predel·la. El seu autor manifesta una dependència considerable dels esquemes compositius d'Huguet, ja remarcada anteriorment. Ho confirmaria una simple comparació del Calvari de Granollers amb la taula homòloga del Retaule de Sant Antoni Abat o les dels Sant Sopar i Camí del Calvari amb els homòlegs del Retaule de Sant Agustí de Jaume Huguet. Aquesta versemblança va fer que Gudiol hagués considerat que el retaule s'havia iniciat al taller d'Huguet. Com que el costum de l'època era que la predel·la i la taula principal foren les taules que formaven part del primer lliurament, es pot atribuir aquest conjunt a Pau Vergós, el contractista del retaule.[9]

- El segon pintor seria l'autor de la taula amb la doble escena de Sant Esteve nounat abandonat i ordenat diaca, un recurs compositiu similar al que Huguet va fer servir a L'exorcisme de la filla del rei de Barcelona per mediació del magnat Andreu del Retaule de Sant Antoni Abat. És una peça de qualitat que Gudiol també va situar a prop de l'escola d'Huguet i, segons ell, podria ser obra de la mà de Pau Vergós. Això no obstant, la taula de L'exaltació de Sant Esteve guarda força semblances d'estil amb aquesta, malgrat que l'execució sigui una mica menys acurada i amb una composició d'esquemes convencionals i estereotipats similars a la mateixa escena del Retaule de la Doma de la Garriga, on ocupa el lloc central. Assumint que aquest grup el formessin aquestes dues taules, l'autor podria ser Rafael Vergós o, si més no, podria ser que fos l'autor principal junt amb Pere Alemany i Francesc Mestre, amb qui mantenia una coneguda associació. Aquest fet, explicaria les petites desigualtats d'execució observades entre elles.[9]

- El tercer grup estaria format per la Suplantació de Sant Esteve nounat pel diable i Exorcisme de la princesa Eudòxia, dues taules de gran homogeneïtat d'estil. Els acabats són d'una gran riquesa i manifesten la maduresa de l'autor que recull amb precisió els brocats i els teixits de luxe, els paviments enrajolats, els mobles i altres objectes accessoris que acompanyen els personatges de l'escena. Per contra, l'autor sembla desconèixer les tècniques de la perspectiva amb un únic punt de fuga que a finals del segle xv ja es difonien entre els pintors catalans. Aquest fet fa pensar als historiadors que podria tractar-se del pare, Jaume Vergós II.

- El quart grup de taules està format per la Invenció del cos de Sant Esteve i L'alliberament de Galceran de Pinós. El seu autor sembla menys expert i amb poca cura pels detalls. Ara bé, a diferència de l'anterior, aquest sembla estar més al dia de les innovacions tècniques i, en concret, la utilització del punt de fuga –clarament identificable en la taula de Galceran– per a resoldre la sensació perceptiva de fuga de totes les línies ortogonals al quadre, les quals defineixen la presó amb el torricó del fons i les del paviment enrajolat com un escaquer, comprès el bloc cúbic on s'asseu el soldat sarraí. El procediment aplicat a la pintura és una versió més artesanal i parcial de la perspectiva renaixentista italiana, les primeres bases científiques de la qual havia experimentat Filippo Brunelleschi (ca. 1410/20) i establí per escrit Leon Battista Alberti (1435). Algunes versions d'aquests treballs van tenir amplia difusió als tallers nord-europeus a final del segle xv. A Catalunya varen arribar entorn de 1490 en pintures que probablement són obra d'un mestre nòrdic. D'aquí es va estendre a la resta d'obradors de pintors locals, el primer dels quals podria ser l'autor de la taula de L'alliberament de Galceran de Pinós. No queda clara la identificació d'aquest autor,[10] si bé Rosa Alcoy aventura que podria ser una intervenció del Mestre de Castelsardo el qual va acabar el retaule de Sant Vicenç de Sarrià també d'Huguet.[11]

- L'últim grup de taules aplega quatre pintures de configuració perfectament homogènia que estaven emplaçades als guardapols laterals del retaule i que representen els profetes Abraham, Moisès, David i Isaïes. L'anàlisi estilística feta per Josep Gudiol Cunill el 1946 va situar l'autoria d'aquestes taules en Joan Gascó, tot i que ni els documents ni la historiografia no havien relacionat mai el seu nom amb el Retaule de Granollers ni amb l'entorn dels Vergós. Gascó, pintor d'origen navarrès que va establir el seu taller a Vic el 1503, va contractar el 1513 el Retaule de Sant Pere de Vilamajor amb quatre profetes "segons està pintat en lo retaule de Granollers", tal com exigia el contracte. Aquesta intervenció d'algú no vinculat al taller Vergós confirma la idea que, després de la mort de Pau Vergós, Rafael i Jaume Vergós van confiar una part de les pintures a col·laboradors que no eren habituals del seu taller. Són, a més, un dels primers treballs catalans de Gascó qui, cap al 1500, havia arribat feia poc a Barcelona i, per tant, contactava amb els ambients de l'ofici i amb la tradició pictòrica catalana a través del taller dels Vergós.[10]

## Estructura

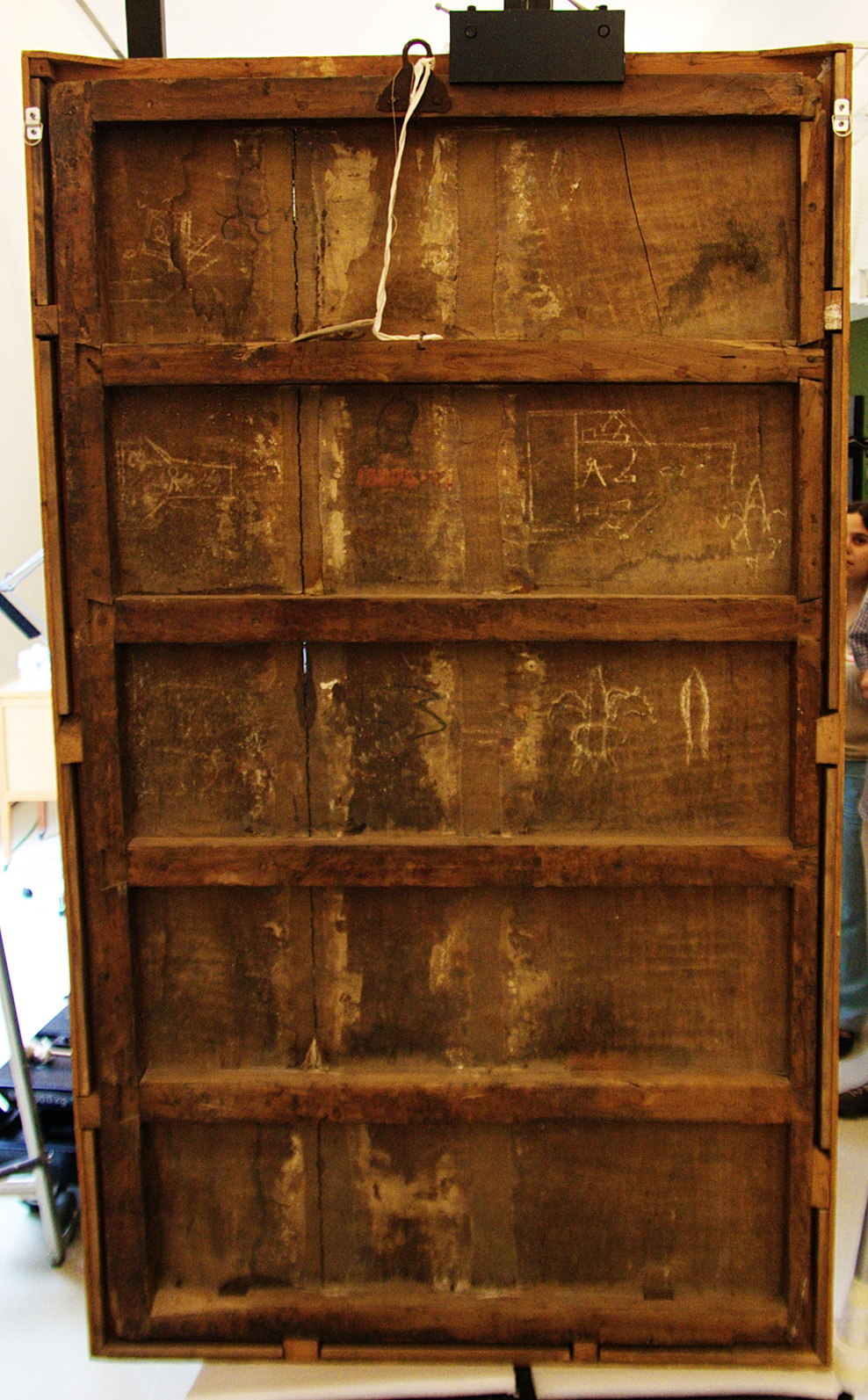
Visió posterior d'una de les taules

Tot i no comptar amb documentació sobre el retaule, s'ha pogut deduir l'aspecte del conjunt per analogia amb els estàndards
retaulístics de l'època. Destaca la interpretació de Francesc Ruiz Quesada, que proposa un retaule de cinc carrers més predel·la i guardapols. Al carrer central s'hauria ubicat el Calvari a la part central de l'àtic, sota del qual hi hauria hagut probablement una talla exempta del sant i a sota, separant la predel·la en dos blocs, un espai on ubicar el sagrari. Als costats hauria tingut dues portes per accedir al reraltar.
Els altres quatre carrers serien de vuit taules (de les quals se'n conserven sis) dedicades al cicle figuratiu de sant Esteve. La predel·la, dedicada a la Passió, estaria formada per quatre taules separades en dos blocs de les quals avui se'n conserven tres. Per acabar, el guardapols hauria hostatjat quatre taules amb imatges dels profetes.
Pel que fa al treball de fusteria, òbviament s'ha perdut l'estructura que formava el cos del retaule. El suport de fusta de cadascuna de les taules el formen tres o quatre taulons verticals de més d'un centímetre de gruix, emmarcats i amb fustes travesseres que uneixen els laterals del marc evitant que aquest s'obri, al mateix temps que subjecta les taules per diversos punts.

## Descripció de les taules
Des del punt de vista estilístic, les taules del Retaule de Sant Esteve exemplifiquen un fenomen de repetició d'alguns dels models compositius que ja es troben en obres anteriors contractades per Jaume Huguet.
Josep de Manjarrés les va incloure dins d'un grup de treballs que, segons ell, podrien pertànyer a les "(...) primitives escoles del Rin, tant si són obra d'artistes estrangers o potser d'indígenes inspirats en l'estranger", en una referència implícita a la influència del flamenquisme tardà. Avui en dia és sabut que els catorze compartiments que han pervingut no es corresponen a una sola mà, sinó que responen a dos moments diferenciats: un de primer protagonitzat pels Vergós, pintors a qui s'atribueix el gruix de l'obra, i un de segon que té com a responsable a Joan Gascó, que va completar el conjunt amb un guardapols amb figures de profetes.

### Escenes de la vida de sant Esteve
El grup de taules centrals representen 6 escenes relacionades amb sant Esteve, les quals, com també es pot veure al retaule de la Doma de la Garriga dedicat al mateix sant, representaven en imatges els escrits més importants o més en voga sobre el sant.
A finals del segle xv s'acostumava a barrejar episodis inspirats en els textos canònics de les Sagrades Escriptures, vinculats a la doctrina tradicional i oficial de l'Església, junt amb creacions imaginatives i espontànies de la literatura devota, amb formes narratives i continguts d'ampli consum popular.
Així les representacions retaulístiques de la vida, exaltació i miracles de sant Esteve produïdes durant la baixa edat mitjana remetin indistintament als Fets dels Apòstols (en concret, AC 6:5-8-2), i a altres materials literaris de procedència i significació variades. Una d'aquestes fonts era la biografia medieval Vita fabulosa sancti Stephani protomartyris que era coneguda per dues versions escrites diferents: la més antiga i fantasiosa del manuscrit de la Biblioteca de Montecassino, del segle xi, i la més continguda i culta del manuscrit de la Biblioteca de Sant Marc de Venècia, del segle xv. Una altra font en la qual s'inspiren les escenes d'aquest retaule poden derivar de la Llegenda àuria, de gran difusió a l'època, escrita per Iacopo da Varazze el segle xiii i que inclou dos capítols sobre el protomàrtir. Una de les múltiples versions traduïdes al català d'aquesta obra va ser la Vides de sants rosselloneses del segle xiv de la Biblioteca de la Universitat de Barcelona, de l'Arxiu de la Corona d'Aragó, de la Biblioteca de l'Escorial, i de la Biblioteca Episcopal de Vic, entre d'altres.
A més, a Catalunya també fou molt popular una pintoresca narració relacionada amb sant Esteve: l'anomenada llegenda de Galceran de Pinós que té cabuda dins el retaule.

#### Naixement de sant Esteve

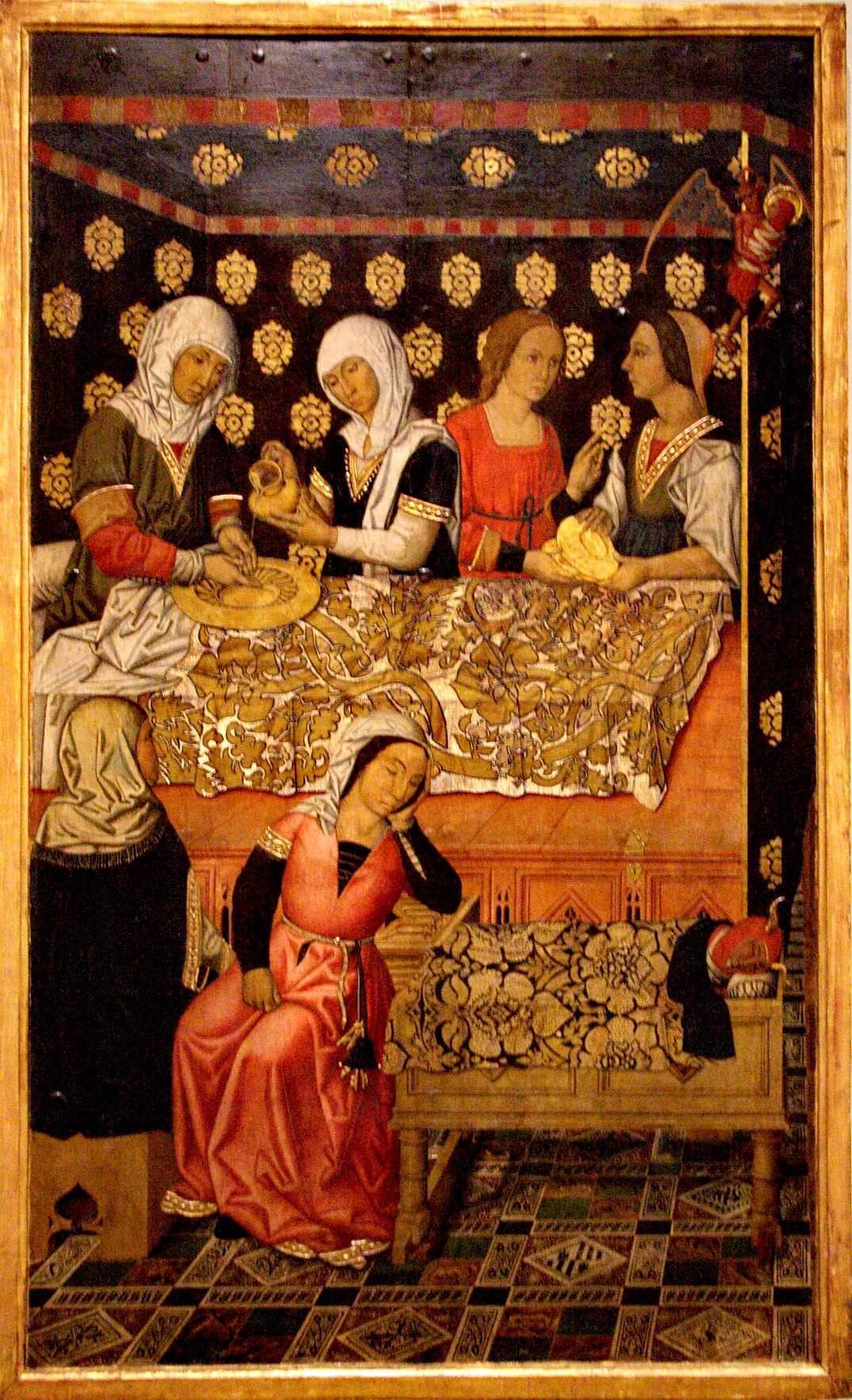
La Suplantació de sant Esteve nounat pel diable

La taula ubicada al pis superior del primer carrer, començant per l'esquerra, està referit a l'episodi del naixement del sant, o, més exactament, amb el de la Suplantació de Sant Esteve nounat pel diable, un episodi provinent de la Vita fabulosa sancti Stephani protomartyris del còdex de Montecassino.
S'hi narra que tot just després del naixement del sant a Galilea, a casa dels seus pares Antíoc i Perpètua, va ser segrestat per Satanàs, qui s'emportà el nadó del bressol deixant al seu lloc un dimoni. La suplantació d'un nen per un diable va ser un tema força estès a la literatura "diabòlica" a l'edat mitjana i es pot trobar relacionada amb personatges heroics i amb sants com Bartomeu.
L'escena presenta una cambra d'una casa acomodada de l'època, amb bon mobiliari, riques teles i un terra de rajoles vidriades policromades. Acompanyen a la partera quatre dones, un fet que vol remarcar la condició benestant de la família. El diable, situat a l'angle superior dret amb el nadó sota el braç, ha aprofitat la becaina de la mainadera, representada per la majordoma que porta el feix de claus i que està recolzada sobre el bressol, per deixar el petit dimoni suplantador amb banyes, mentre que el veritable Esteve llueix un nimbe al seu cap.

#### Sant Esteve nounat abandonat i ordenat diaca

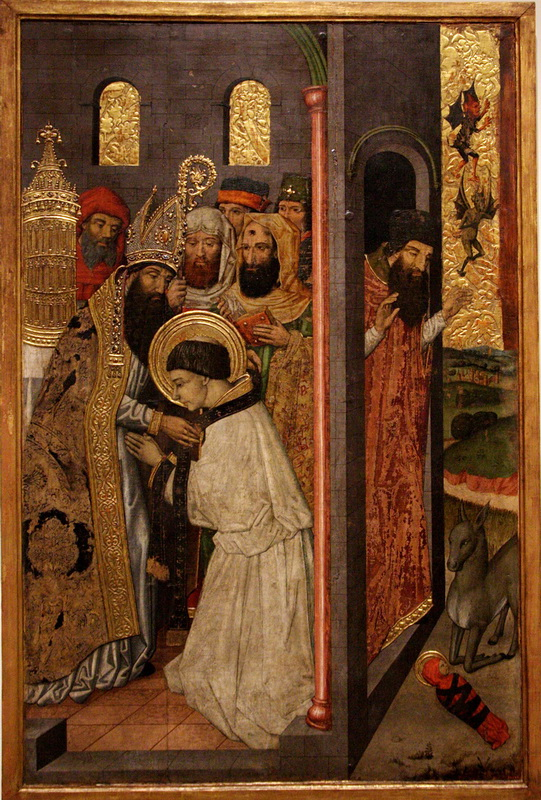
Sant Esteve nounat abandonat i ordenat diaca

La segona taula -pis superior del segon carrer- inclou dos episodis cronològicament distants a la mateixa pintura. Representen escenes de la joventut i formació del sant i provenen de la Vita fabulosa sancti Stephani protomartyris, com a la taula anterior.
A la banda dreta de la imatge es representa el passatge El nounat Sant Esteve és abandonat pels dimonis al llindar de la casa del bisbe Julià, una imatge a l'exterior de l'edifici amb la representació d'un paisatge on es respecta la perspectiva i en què s'observa un castell al final d'un camí zigzaguejant. Volant, al mig de l'enquadrament i perfilats sobre el cel daurat, hi ha dos dimonis que acaben d'abandonar el nadó a la porta de la casa del bisbe Julià qui, situat a la polleguera, mostra sorpresa amb la descoberta. Julià pensa que és un estratagema diabòlic, però Déu envia una cérvola amb el do de la paraula que alleta el nadó i convenç Julià que no és cap parany.
La interpretació varia lleugerament entre les dues versions de la biografia medieval. A l'edició veneciana, els dimonis traslladen sant Esteve des de Galilea al regne de Troia per deixar-lo a la casa d'un prelat jueu anomenat Julià. Per contra, a la versió de Montecassino el personatge és un bisbe, un fet anacrònic, ja que a l'època de sant Esteve la figura del bisbe encara no existia. Cabria, però, una altra interpretació, si es considera la figura del bisbe com una simbologia d'un "prelat jueu" versionat per als observadors del segle xv, de la mateixa manera que els ambients i les vestimentes són contemporànies i no contextualitzades al moment que representen. La figura del bisbe per a representar a un sacerdot jueu ja havia estat emprada per Huguet a la taula del Calvari dels retaules de Sant Miquel del gremi del Tenedors i al dels sants Abdó i Senén. Una imatge que es troba en altres pintures de Lluís Borrassà, Joan Mates i Bernat Martorell.
Aquesta interpretació podria venir avalada per altres signes que apareixen a la taula com ara els dos personatges amb vel al cap situats darrere el sant, que podrien passar per jueus; de fet, el mateix Julià de l'episodi anterior a la porta de casa seva també porta una peça al cap d'inspiració jueva. També el tabernacle d'altar darrere el bisbe, representat en forma d'estructura cilíndrica coronada per un pinacle amb floró, evoca més un tabernacle dels ritus jueus que no pas cap objecte litúrgic del culte cristià.
Portes endins, a l'esquerra de la taula, es representa l'escena de Sant Esteve és ordenat diaca pel bisbe Julià, en què el bisbe que havia adoptat el nen anomenant-lo Natanael i l'havia educat com si fos fill seu, l'ordena diaca davant d'altres personatges. Altre cop aquesta escena és hagiogràficament incorrecta, per no existir els bisbes i perquè sant Esteve va ser ordenat diaca junt amb sis altres joves pels mateixos apòstols, tal com es recull als Fets dels Apòstols 6:1-6.
L'escena doncs, inicia i tanca tot el període formatiu del sant en una única taula, una tècnica que Jaume Huguet havia fet servir al seu Retaule de Sant Antoni Abat, destruït el 1909, durant la Setmana Tràgica.

#### L'exaltació de Sant Esteve

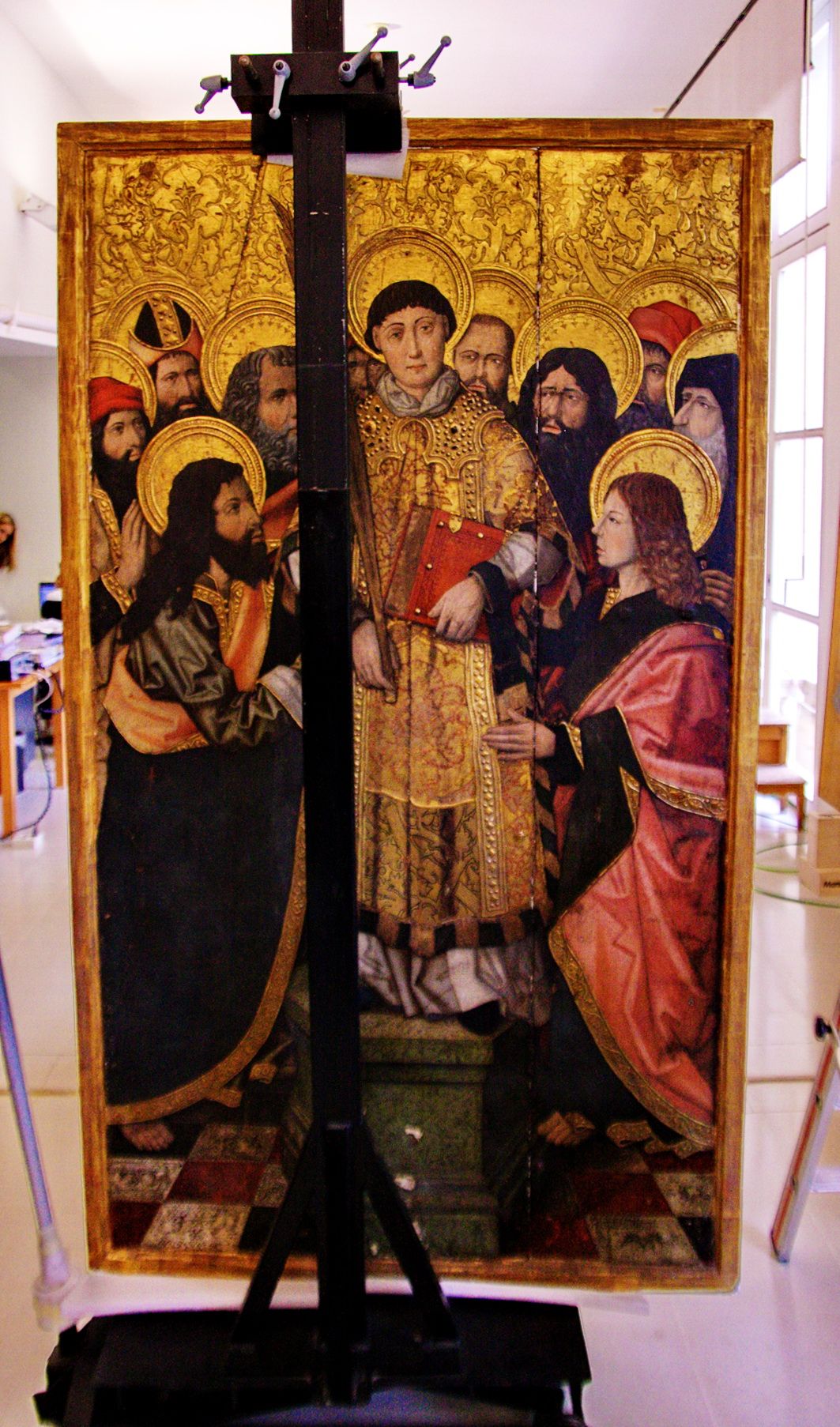
Exaltació de Sant Esteve, durant la restauració el 2012

Aquesta taula, que hauria estat situada al pis superior i al segon carrer per la dreta, representa sant Esteve dalt d'un pedestal, revestit amb la dalmàtica diaconal, amb un manípul al braç esquerre i portant els atributs del llibre dels Evangelis i de la palma del martiri. Està rodejat per deu apòstols, dels qui rep homenatge, un fet infreqüent en els cicles dedicats al sant, llevat del Retaule de la Doma de la Garriga, on aquesta escena ocupa el compartiment central. La pintura del cicle de Granollers no il·lustra cap episodi narratiu precís sinó només una situació "simbòlica" relacionada amb la preeminència d'Esteve, "home ple de fe i de l'Esperit Sant"［Fets dels Apòstols 6:5-8］, entre els set membres de la comunitat elegits per a ser els primers diaques. L'autor vol indicar sense equívocs la connexió fonamental del sant amb el col·legi apostòlic.
A la part posterior d'aquesta taula hi ha un seguit de dibuixos i d'esbossos: eines de fuster, un bust masculí vist de costat i el que sembla el disseny de la punta d'un pinacle.

#### L'alliberament de Galceran de Pinós

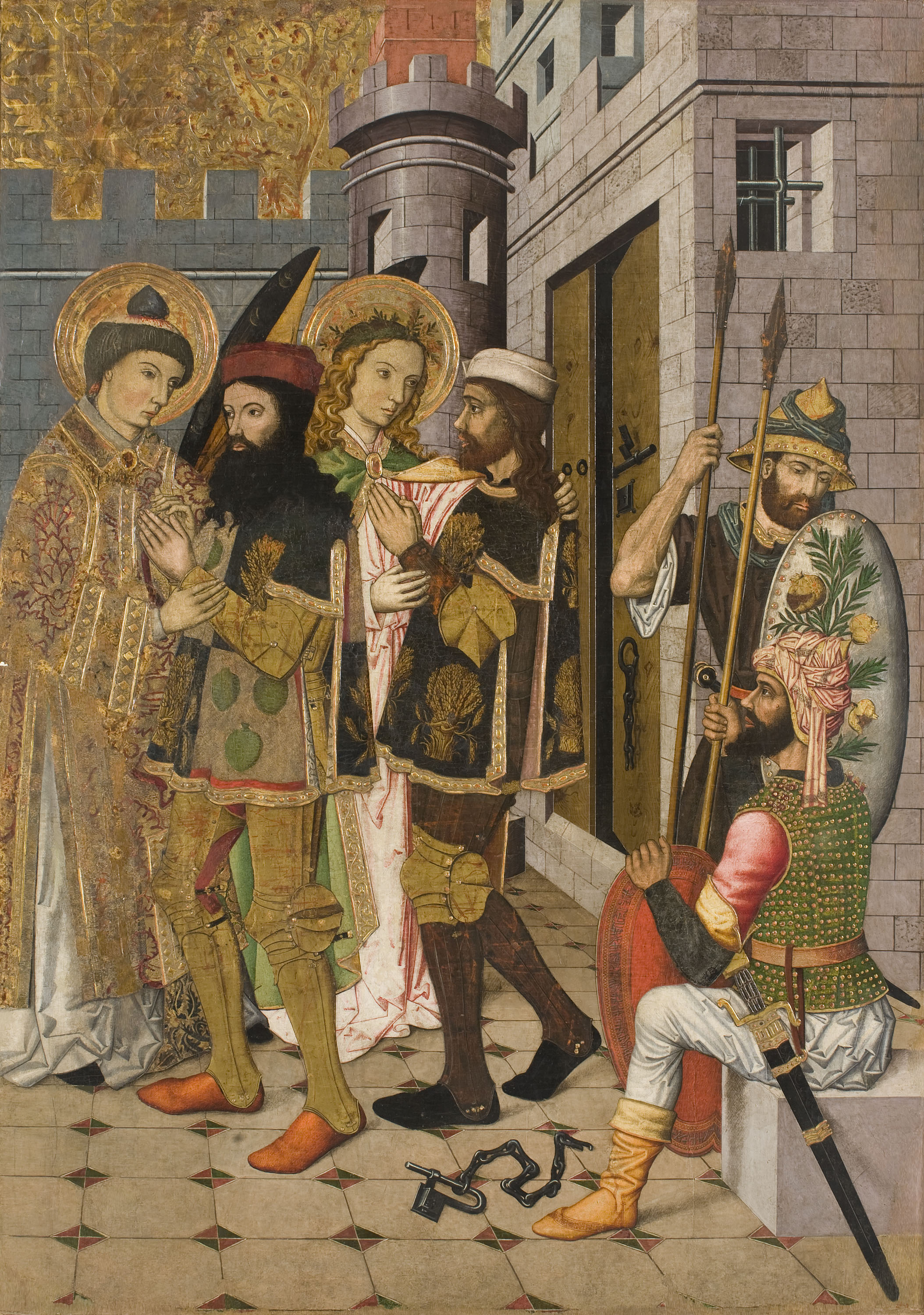
Alliberament de Galceran de Pinós en un dels magatzems del MNAC

La taula de L'alliberament de Galceran de Pinós se situa històricament el 1147. És, per tant, molt posterior a la resta d'escenes, ja que no fa esment a la vida del sant sinó a un miracle seu. Se suposa que hauria estat ubicada al pis superior del carrer dret del retaule.
A partir d'una font literària de narracions antigues catalanes, es recull aquesta llegenda ambientada en l'expedició i conquesta d'Almeria en temps de Ramon Berenguer IV, que culminà l'11 d'octubre de 1147. El relat contava la fantàstica història del noble Galceran de Pinós i del cavaller de Santcerní, que varen ser prodigiosament alliberats de la presó sarraïna per intervenció de sant Esteve i sant Genís sense haver hagut de lliurar el costós rescat exigit pel rei d'Almeria i Granada, que incloïa cent donzelles de la baronia de Pinós.
Sembla que la tradició oral de la llegenda quedà fixada per escrit vers la segona meitat del segle xiv al monestir cistercenc de Santes Creus, lloc de sepultura de Galceran de Pinós. Potser fou obra del monjo i cronista del monestir fra Bernat Mallol († 1428), el qual seria l'autor del manuscrit més antic de la llegenda, el còdex 459 de l'Archivo Histórico Nacional de Madrid, que prové de Santes Creus.
La pintura recull el moment en què sant Esteve i sant Genís alliberen els dos nobles catalans de la presó enmig del pati d'una placa fortificada. Els guardes sarraïns, amb una magrana a l'escut al·lusiu al regne de Granada, tenien "pertorbades totes ses accions", segons el text de la llegenda, i "no pogueren entrar, fins després que lo gloriós sant Esteve havia ja soltat les cadenes del presoner i tret aquell de les dites presons".
El passatge del miracle ja havia estat tractat al Retaule de Sant Esteve del monestir de Santa Maria de Gualter (Noguera), obra del 1385 de Jaume Serra que també es troba exposat al MNAC, representa, en una única escena, l'alliberament de Galceran per intercessió del sant -un cop trencades les cadenes- i el benefici derivat que va suposar no haver de lliurar les cent donzelles, que en aquesta pintura assisteixen meravellades al miracle. Aquesta imatge se centra en el personatge de Galceran i sant Esteve, no recollint la presència del cavaller de Santcerní ni de sant Genís.

#### Invenció del cos de Sant Esteve

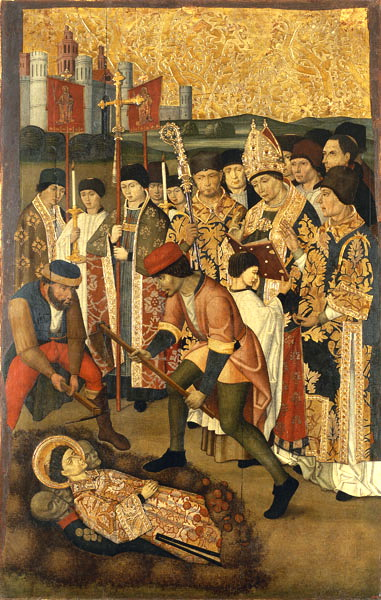
Invenció del cos de Sant Esteve

El compartiment que s'hauria ubicat al pis inferior al segon carrer de la dreta representa la Invenció (del llatí "inventio", 'descobriment') del cos de Sant Esteve.
L'escena es recull als textos de la Llegenda àuria de Iacopo da Varazze corresponent al capítol intitulat El trobament del cos de Sant Esteve, un cicle que recull antigues narracions sobre els miracles del protomàrtir i la prodigiosa peripècia de les seves relíquies. La fantasiosa història de la troballa de les seves restes descrivia que, un cop sant Esteve fou mort pels jueus, lapidat per blasfem amb l'aprovació del jove Saule de Tars, futur sant Pau, el seu cos no va ser enterrat i va quedar exposat a la depredació de les bèsties. Un cristià devot, Gamaliel el Vell, el va enterrar en una sepultura que posseïa i on més tard seria enterrat ell mateix i els seus fills Nicodem i Abbies, sense quedar cap rastre del lloc d'enterrament d'Esteve.
Quatre-cents anys més tard, Gamaliel es va aparèixer a un prevere anomenat Llucià de Cafargamala, qui vivia prop de Jerusalem i li va explicar el lloc on podia trobar el cos de sant Esteve i com identificar-lo. Trobaria dos vasos d'or amb roses vermelles al costat del sant, dos vasos d'or amb roses blanques al costat de Gamaliel i Nicodem i un vas de plata al costat d'Abbies. Després de successives aparicions, Llucià es va dirigir al bisbe Joan de Jerusalem. Varen anar en comitiva fins al lloc de la sepultura a Cafargamala on varen trobar i identificar cadascun dels cossos. La imatge recull el moment del descobriment per part del bisbe; les vestimentes i els objectes litúrgics són contemporanis del segle xv i propis d'una processó pontifical de l'època. El sant, en primer pla, amb nimbe i amb un estat absolutament incorrupte tot i haver passat 300 anys, té als seus peus les roses vermelles descrites per Gamaliel.

#### Exorcisme de la princesa Eudòxia davant la tomba romana de Sant Esteve

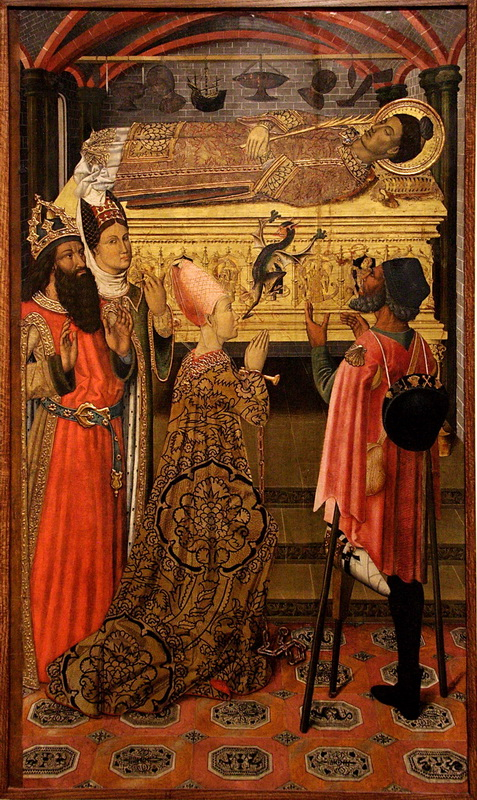
L'Exorcisme de la princesa Eudòxia

És cronològicament la darrera taula de la vida del sant i s'hauria ubicat al pis inferior del carrer dret. Està basada en el cicle medieval sobre "el trobament del cos de sant Esteve" de la Llegenda àuria i en concret sobre un dels episodis del trasllat de les restes del sant fins a Roma, una destinació apropiada per al protomàrtir a fi que reposessin al costat del company de martirologi, el també diaca i màrtir sant Llorenç.
La història descriu com el sant havia estat enterrat dins d'un oratori construït a Jerusalem pel senador Alexandre de Constantinoble on ell mateix seria enterrat al costat del sant. Set anys més tard, Juliana, la vídua del senador, va voler traslladar les despulles del seu marit a Constantinoble i es va confondre traslladant les del sant. Després d'un viatge molt accidentat per mar, on els diables varen intentar fer naufragar la nau mentre denunciaven que el cos traslladat era del protomàrtir, Déu va enviar un àngel que protegí el vaixell fins a la seva destinació.
Un cop a Constantinoble el cos va ser enterrat en una església que l'emperadriu bizantina Licínia Eudòxia havia fundat i dedicat a la ciutat. L'emperadriu va ser posseïda pel diable, qui va advertir que no sortiria del seu cos fins que el cos d'Esteve no fos traslladat a Roma. Quan el seu pare, l'emperador Romà d'Orient Teodosi II, va saber de l'encanteri va ordenar el trasllat immediat del cos a Roma al costat de sant Llorenç i va anar en peregrinació amb la seva dona i la seva filla Eudòxia fins a Roma on la princesa va quedar alliberada de la possessió demoníaca. L'escena capta aquest moment en què la princesa acompanyada pels seus pares, a la dreta, s'allibera del diable que abandona el seu cos foragitat per la boca mentre unes cadenes que la princesa portava als canells, simbolitzant la seva possessió, es trenquen i cauen a terra.
El nou emplaçament de les restes fou lloc de pelegrinatge i de curacions miraculoses de malalts. Un fet que el pintor vol reflectir a l'escena on mostra una decoració plena d'exvots i un personatge esguerrat i amb crosses al costat dret que representa un pelegrí, recognoscible per la petxina de pelegrí. Al seu barret porta unes claus de sant Pere, símbol de l'estada a Roma, on es troba la tomba.

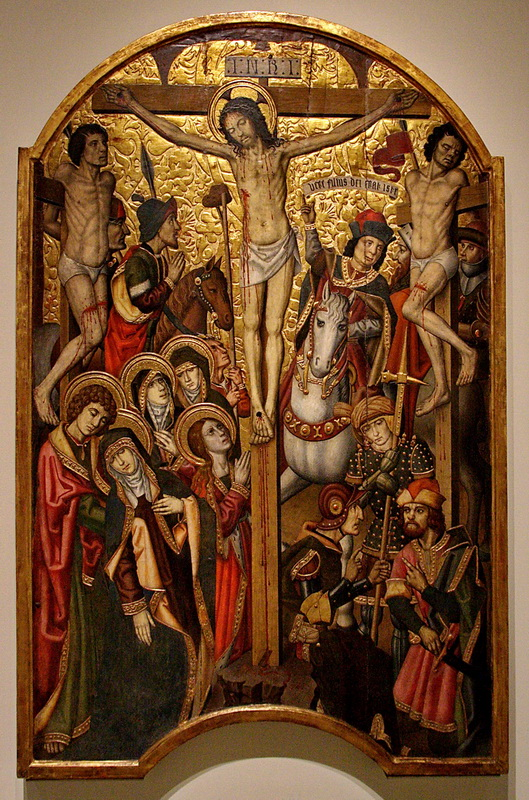
El Calvari

#### Calvari
La taula que ocupava el zenit del retaule, al carrer central per sobre d'una suposada talla de sant Esteve, era el Calvari. Als retaules del segle xv i, molt especialment als de Jaume Huguet i dels Vergós, aquesta taula ocupava sempre l'àtic del carrer central.
La composició guarda moltes similituds amb al Calvari del desaparegut Retaule de sant Antoni Abat d'Huguet. Al peu de la Creu, a l'esquerra de l'escena, les figures de les tres Maries, més la Mare de Déu subjectada per Sant Joan Evangelista. Darrere d'aquest grup, un soldat acosta l'esponja amb fel a Jesús i encara més enrere, es veu, muntat a cavall, a Longinus amb la llança; el soldat penedit que esdevindria sant Longí ja es mostra en actitud orant davant Jesús. Un filacteri recorda la seva frase vere homo hic Filius Dei erat (És veritat: aquest home era Fill de Déu).［Marc 15:39］ Al costat dret de la composició hi ha en primer pla un grup de tres soldats jugant a daus i al darrere seu un dels prínceps dels sacerdots que es descriuen a tres dels evangelis canònics increpant Jesús crucificat. Una imatge que es troba a altres pintures de Joan Mates, Bernat Martorell i el mateix Huguet tant al retaule de Sant Miquel del gremi del Tenedors del MNAC com a l'esmentat Retaule de Sant Antoni Abat. Els personatges vesteixen robes riques i contemporànies. El cel és daurat.

#### Altres taules

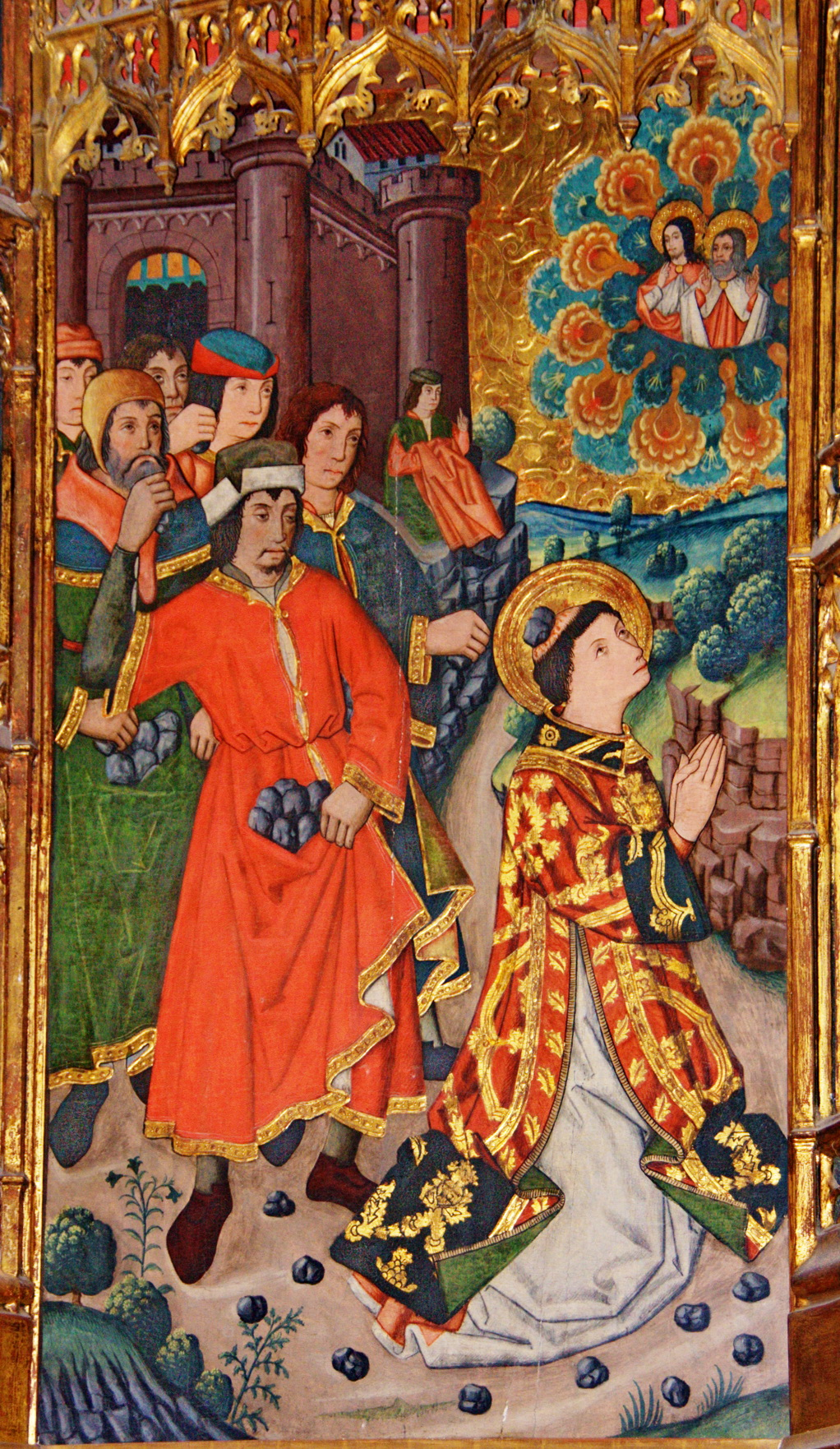
Escena del Martiri de Sant Esteve, també del taller Vergós que es conserva a la Doma (la Garriga), una escena similar a la que podria haver existit a Granollers

Segons la proposta de reconstrucció de Ruiz Quesada faltarien dues taules que se situarien al pis inferior dels dos carrers de l'esquerra, si bé no existeix cap documentació que pugui confirmar-ho.
Tanmateix, tenint en compte les escenes habituals als retaules i altres cicles figuratius sobre el protomàrtir, es pot assumir que les taules podrien haver contingut escenes de la vida de sant Esteve que no s'han preservat. Les possibles escenes haurien estat representacions d'episodis narrats als Fets dels Apòstols que es consideren fonamentals en l'hagiografia del personatge: La disputa de Sant Esteve amb els fariseus a la Sinagoga (AC 6:8-11) o bé La presentació de Sant Esteve davant del Sanedrí (AC 6:12-15) i, sobretot, La lapidació de Sant Esteve (AC 7:57-60) és a dir, el seu martiri, que apareix en retaules pròxims i del mateix taller, com ara el de la Doma de la Garriga.

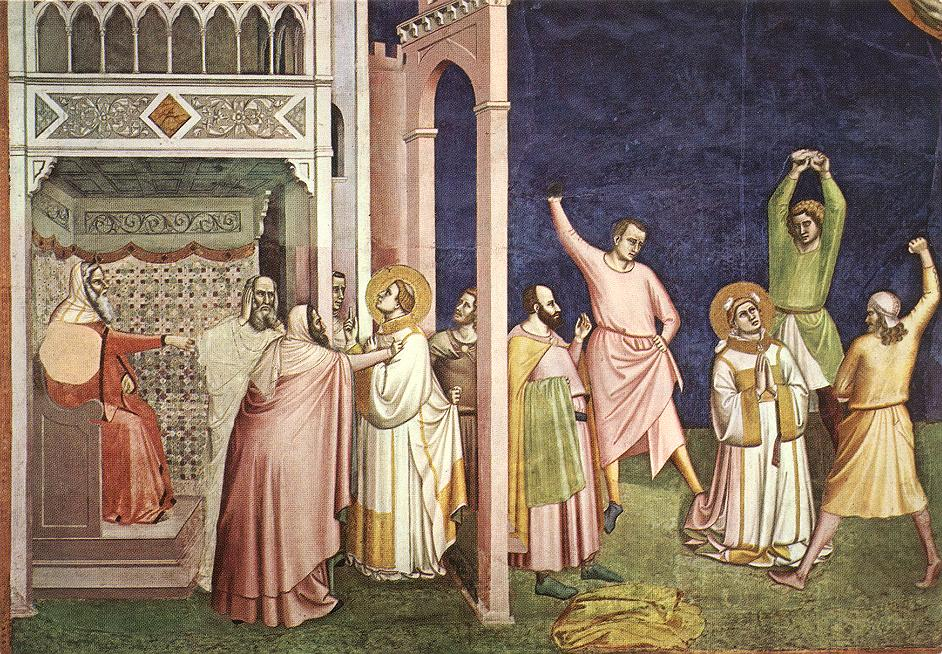
Escenes del sanedrí i la lapidació de Bernardo Daddi (1324)

Un altre exemple d'aquestes escenes es pot observar al Martiri de Sant Esteve, un fresc per a l'església de la Santa Croce de Florència que va realitzar Bernardo Daddi el 1324 i on recull en una mateixa composició juxtaposada les escenes del sanedrí i la de la lapidació. Al MNAC també es conserva una altra Lapidació de Sant Esteve a les Pintures de Sant Joan de Boí.

### Predel·la
La iconografia de les taules de la predel·la està dedicada a la Passió de Jesús: Sant Sopar, Oració a l'Hort i Camí del Calvari.
La composició de la primera taula, el Sant Sopar evoca la pintura homòloga de Jaume Huguet del gran retaule de Sant Agustí del convent de Sant Agustí Vell de Barcelona (1463-1486), actualment al MNAC.
La segona taula correspon al passatge de l'Oració a l'Hort de Getsemaní, també al MNAC.
No es coneix la tercera taula d'aquest cicle i, per analogia i simetria iconogràfica del retaule, es pensa que havia de correspondre a la Flagel·lació de Crist o un Ecce Homo.
La darrera taula estaria dedicada a El camí del Calvari, un tema també tractat per Huguet al Retaule de Sant Agustí i amb el qual guarda gran similitud.

### Profetes
Els guardapols laterals del retaule contenien quatre taules de menors dimensions que la resta amb imatges de profetes que han estat atribuïdes a Joan Gascó, pintor amb taller a Vic de finals del segle xv. Hi ha constància de la situació d'aquestes taules gràcies al contracte del Retaule de Sant Pere de Vilamajor encarregat al mateix pintor el 2 de febrer de 1513. Al contracte se li fixava el compromís de prendre per model, precisament, els quatre profetes de Granollers. Tot i que aquest retaule va ser destruït el 1936, les fotos existents mostren taules similars amb quatre profetes.
| - David - Moisès - Abraham - Isaïes |

En concret, a cadascuna de les quatre taules de Granollers hi són:
- David (220 × 69,5 cm), amb la inscripció "David profeta. De fructu ventris tui podam super sedem tuam" ("David profeta. En el teu tron hi posaré un descendent").［Salms 132:11］
- Moisès (219 × 55 cm), amb un filacteri que diu: "Moises profeta. Vidit rubum quam ardebat et non comburebatur". La traducció és: ("Moisès profeta. Veié que la bardissa cremava però no es consumia").［Èxode 3:2］
- Abraham (242,5 × 75 cm), que porta un filacteri amb la inscripció: "Abram profeta Tres vidit et unum adoravit scilicet Deum" ("Abraham profeta. Va veure tres homes i n'adora un de sol, és a dir Déu").［Gènesi 18:1-4］
- Isaïes (236 × 74,1 cm), amb una llegenda que diu "Esaies profeta. Ecce virgo concipiet et pariet filium" ("Isaies profeta. La noia que ha d'infantar tindrà un fill").［Isaïes 7:14］

## Comparativa amb altres obres contemporànies
La influència de Jaume Huguet és present a moltes de les taules, que guarden similituds amb el desaparegut Retaule de Sant Antoni Abat.
Per exemple, l'escena de l'exorcisme d'Eudòxia manté la mateixa composició que la taula Miracles pòstums del retaule de Sant Vicenç de Sarrià de Jaume Huguet; mateixa posició del sant, de l'exorcitzat, dels exvots, però amb canvis a la resta de personatges. Per contra a la taula Exorcisme de la princesa Sofia del desaparegut Retaule de Sant Antoni Abat també d'Huguet, l'escena és quasi idèntica, ja que la princesa està acompanyada d'un esguerrat i dels seus pares com a la pintura d'Eudòxia.
L'estructura compositiva del Calvari és quasi idèntica entre aquest retaule i el de sant Antoni Abat, si bé alguns detalls marquen les diferències entre ambdues obres. El nombre de personatges al costat dret, darrere dels soldats jugadors, és superior al retaule d'Huguet. Una altra diferència en les vestimentes dels dos retaules, ja que mentre Huguet vesteix els seus personatges amb robes orientals i senzilles, al retaule de Granollers els personatges masculins vesteixen amb indumentàries més riques i d'un estil clarament militar. També canvia la vestimenta del príncep dels sacerdots que Huguet representa vestit de bisbe, un rang eclesiàstic encara no inventat en l'època representada i que, en realitat, es tracta d'un simbolisme utilitzat per l'autor per a mostrar que el personatge tenia un alt rang dins la comunitat.
Una altra taula molt similar amb obres d'Huguet és El camí del Calvari, quasi idèntica a la de la predel·la del retaule de Sant Agustí que es conserva al Museu Frederic Marès. Els personatges principals: Jesús, la Mare de Déu i sant Joan ocupen les mateixes posicions i es manté la dolça mirada entre mare i fill. El soldat que porta lligat Jesús i que té una bossa amb els instruments de la Passió -martell i claus- vesteix ricament en totes dues taules, si bé la seva posició és lleugerament diferent, així com la forma de subjectar Jesús que, en aquesta obra, és portat pel coll, mentre que al retaule d'Huguet està subjectat per la cintura. El fons, en tots dos casos amb el cel daurat, presenta un paisatge en la peça d'aquest retaule que no existeix al d'Huguet.
- L'Exorcisme de la princesa Eudòxia, d'aquest retaule
- Exorcisme de la princesa Sofia del retaule de Sant Antoni Abat d'Huguet
- Miracles pòstums del retaule de Sant Vicenç d'Huguet

- Calvari del Retaule de Sant Antoni Abat d'Huguet
- Calvari d'aquest retaule
- Camí del Calvari del retaule de Sant Agustí
- Camí del Calvari d'aquest retaule